# 214953 Giugavazzi
214953 Giugavazzi è un asteroide della fascia principale. Scoperto nel 2007, presenta un'orbita caratterizzata da un semiasse maggiore pari a 2,2770762 UA e da un'eccentricità di 0,0788995, inclinata di 7,57215° rispetto all'eclittica.